# Gralf-Peter Calliess
Gralf-Peter Calliess (* 1967 in Saarbrücken) ist ein deutscher Jurist und seit dem Sommer 2007 Hochschullehrer an der Universität Bremen.

## Biografie
Calliess ist der Sohn des Hochschullehrers für Strafrecht, Strafprozessrecht und Strafrechtsgeschichte an der Universität Hannover, Rolf-Peter Calliess. Sein Bruder, Christian Calliess, lehrt Öffentliches Recht und Europarecht an der FU Berlin.
Calliess studierte von 1989 bis 1993 an der Universität Göttingen Rechts- und Sozialwissenschaften. 1992/93 war er Landesvorsitzender der Jungen Liberalen Niedersachsen. 1993/94 nahm er am PhD-Programm des Europäischen Hochschulinstituts in Florenz teil. Es folgte die Ableistung des Referendariats am Landgericht Konstanz (1995–1997). Zwischenzeitlich arbeitete er 1995/96 als wissenschaftliche Hilfskraft bei Kay Hailbronner. Nach dem Referendariat war er 1997/98 in der Kanzlei Hengeler Mueller in Frankfurt am Main tätig.
1998 wurde Calliess an der Universität Göttingen zu Fragen der Rechts- und Staatstheorie bei Ralf Dreier promoviert und war bis 2000 Wissenschaftlicher Mitarbeiter am Institut für Wirtschaftsrecht (Franz Jürgen Säcker) an der Freien Universität Berlin. Von 2001 bis 2005 folgte eine Tätigkeit als Wissenschaftlicher Mitarbeiter am Institut für Wirtschaftsrecht (Gunther Teubner) an der Johann Wolfgang Goethe-Universität in Frankfurt am Main. 2005 wurde er habilitiert und erhielt die Lehrbefugnis für Bürgerliches Recht, Handels- und Wirtschaftsrecht, Internationales Privatrecht sowie Rechtstheorie.
Nachdem er im Sommer 2005 Gastforscher an der Universität Osaka gewesen war, übernahm er im Wintersemester 2005/06 eine Lehrstuhlvertretung an der Universität Heidelberg und wurde im Sommersemester Gastforscher am Sonderforschungsbereich Staatlichkeit im Wandel der Universität Bremen.
Zum Wintersemester 2006/07 erfolgte der Ruf auf eine Professur für Bürgerliches Recht, Europäisches Privat- und Wirtschaftsrecht an der Ludwig-Maximilians-Universität München. Im Sommersemester 2007 wurde er an die Universität Bremen berufen. Er leitet dort im Sonderforschungsbereich Staatlichkeit im Wandel das Projekt Rechtssicherheit und Gerechtigkeit in globalen Austauschprozessen. Seit 1. Juli 2009 war Gralf-Peter Calliess Prodekan des Fachbereichs Rechtswissenschaft, vom März 2011 bis Juli 2013 war er Dekan.
Seit Mai 2009 ist er zugleich Richter am Hanseatischen Oberlandesgericht in Bremen im Senat für Handelssachen. Seit Dezember 2010 ist er beratendes Mitglied für Deutschland in der UNCITRAL Arbeitsgruppe III Online Dispute Resolution. Seit 2015 ist Calliess auf Vorschlag der FDP Mitglied des Staatsgerichtshofs der Freien Hansestadt Bremen.

## Schriften (Auswahl)
- Grenzüberschreitende Verbraucherverträge. Mohr Siebeck, Tübingen 2007, ISBN 978-3-16-148848-1.
- mit Andreas Fischer-Lescano, Dan Wielsch und Peer Zumbansen (Hrsg.): Soziologische Jurisprudenz. Festschrift für Gunther Teubner zum 65. Geburtstag am 30. April 2009. de Gruyter, Berlin 2009, ISBN 978-3-89949-501-0.
- mit Peer Zumbansen: Rough Consensus and Running Code: A Theory of Transnational Private Law. Hart, Oxford 2010, ISBN 978-1-84113-974-6.
- The Rome Regulations: Commentary on the European Rules of the Conflict of Laws. Wolters Kluwer Law & Business, Alphen aan den Rijn 2011, ISBN 978-90-411-2586-6.